# Anna Ursem
Anna Ursem (6 juni 2000) is een Nederlands voetbalspeelster.

## Statistieken
| Seizoen | Club            | Land      | Competitie | Wedstrijden | Doelpunten |
| ------- | --------------- | --------- | ---------- | ----------- | ---------- |
| 2015/16 | SC Telstar VVNH | Nederland | Eredivisie | 10          | 0          |
| 2016/17 | SC Telstar VVNH | Nederland | Eredivisie | 23          | 1          |
| 2018/19 | VV Alkmaar      | Nederland | Eredivisie | 19          | 0          |
| 2019/20 | VV Alkmaar      | Nederland | Eredivisie | 12          | 4          |
| Totaal  | Totaal          | Totaal    | Totaal     | 64          | 5          |

Laatste update: mei 2020

## Interlands
Op 21 oktober 2016 speelde Ursem haar eerste wedstrijd voor Oranje O17.
1 Steen ·
2 Donker ·
3 Hermans ·
4 Takeshige ·
5 Ridder ·
6 Remijnse ·
7 Verhoeve ·
8 Gomez ·
9 Van Belen ·
10 Kira ·
11 Hassani ·
12 Van de Pol ·
13 Blomquist ·
14 Nottet ·
15 Daalman ·
16 Rispens ·
17 Lagcher ·
18 Vader ·
19 Vis ·
20 Tiebie ·
21 Berrevoets ·
22 Van den Heuvel ·
23 Van der Vlist ·
24 Ursem ·
41 Schoorl ·
Coach: Engelkes